# Grand Dérangement dans la culture
Le Grand Dérangement, en particulier la déportation des Acadiens, a inspiré de nombreux artistes.

## Littérature

### Littérature américaine
Les premières œuvres mentionnant le Grand Dérangement sont écrites aux États-Unis, plus précisément en Nouvelle-Angleterre, au début du XIXe siècle, dans le contexte d'une indépendance récente du Royaume-Uni et dans une tentative, selon Robert Viau, de se dissocier des événements de 1755-1763. En 1841, Catherine Read Williams écrit The Neutral French; or, The Exiles of Nova Scotia, dans lequel les Acadiens refusent de retourner en Acadie et s'intègrent dans la société américaine, en faisant une apologie de la liberté américaine, un texte patriotique, républicain et anti-britannique. Evangeline, publié en 1847 par Henry Longfellow, associe l'Acadie au mythe de l'Arcadie. Le poème est en fait une glorification du rêve américain, et les pérégrinations d'Évangéline symbolisent la Conquête de l'Ouest. Ces deux œuvres montrent un peuple s'étant laissé déporter et assimiler sans résistance.

### Littérature québécoise
À partir de 1860, l'ultramontanisme force les auteurs à se plier aux normes morales conservatrices et catholiques, servant ainsi le nationalisme canadien français et l'Église catholique. Le Cap au diable est publié dans La Gazette des campagnes de 1862 à 1863; les feuilletons sont populaires à cette époque. L'auteur y démontre l'honnêteté des Acadiens et leur fidélité à la Couronne britannique, et jette donc le blâme sur les Britanniques. Il démontre aussi que les Acadiens sont récompensés à la fin par leur foi chrétienne. Dans L'Acadie Baptiste Gaudet, publié la même année dans le Courrier de Saint-Hyacinthe, l'auteur soutien que les Acadiens furent déportés pour des raisons religieuses et clôt l'histoire en dépeignant la grandeur des Acadiens, morts pour Dieu et leur patrie. 
En 1865, Pamphile Le May « traduit » le poème Évangéline : sa version est deux fois plus longue que l'original, dont les nouveaux vers soulignent la conduite barbare des Anglais et les malheurs des Acadiens. Sa version est largement diffusée et explique en grande partie l'interprétation de l'œuvre de Longfellow au Canada. Le roman Jacques et Marie, de Napoléon Bourassa, considéré comme l'un des meilleurs romans québécois du XIXe siècle, est publié sous forme de feuilleton en 1865. Il reprend des thèmes communs aux autres œuvres – le piège de John Winslow, la séparation des familles, les Acadiens quittant en chantant des cantiques et, notamment, la destruction des villages – mais y ajoute la haine des Acadiens pour leur persécuteurs. En effet, le personnage principal, Jacques Hébert, devient soldat et attaque les Anglais partout, alors que sa fiancée Marie Landry refuse de se marier avec lieutenant Gordon, qui avait pourtant promis la libération de ses parents. Gordon se convertit au catholicisme juste avant de mourir à la bataille des plaines d'Abraham, rongé par la culpabilité de la déportation. Le personnage de Jacques Hébert se résigne à pardonner aux Anglais avant de mourir, suivant l'idéologie ultramontaniste de l'auteur. D'ailleurs, le personnage a ensuite une vision des Anglais brûlant en enfer et considère que c'est à Dieu de venger les Acadiens.
Le surnaturel intervient dans plusieurs autres récits : dans Le Feu de la Baie (1863), le Diable s'empare d'un bateau transportant des déportés et grille les Anglais à son bord alors que dans La Nuée du diable (1898), un soldat anglais est englouti dans le sol au milieu d'un nuage de fumée noire. Selon Robert Viau, ce genre de récit est un moyen de contrôle social et favorise les autorités religieuses et civiles par la peur. Dans La Prière du petit Acadien (1898), ce sont plutôt des anges qui agissent, en garnissant la table d'une famille de déportés, Dieu ayant voulu récompenser les supplications d'un des enfants. Dans L'Héroïne de Louisbourg (1889), ce sont d'ailleurs les prières ferventes d'une fille de douze ans qui déclenchent une tempête détruisant la flotte britannique. Plusieurs récits déforment donc les faits historiques. Les croyances religieuses influent énormément les études historiques de la fin du XIXe siècle. L'abbé Henri-Raymond Casgrain, dans Une seconde Acadie (1894), valorise le caractère providentiel de l'histoire de l'Acadie, où des « catholiques ardents » ont transformé un désert en une terre prospère qu'il compare à l'Israël biblique. Mais l'abandon par la France a causé l'attaque par leurs ennemis de foi, les Anglais, qui traînèrent les Acadiens en captivité, les comparant aussi aux Israélites déportés à Babylone. Selon l'auteur, un miracle a alors permis à l'Acadie de ressusciter. En fait, selon Casgrain, il y a un dessein secret de Dieu – la divine providence – dans l'histoire de l'Acadie, qui serait de répandre la foi catholique.
Le tourisme se développe à Grand-Pré durant l'entre-deux-guerres. Il s'accompagne d'un pèlerinage entre l'église-souvenir et le lieu d'embarquement des déportés et plusieurs guides de voyages sont publiés sur la région. L'abbé Lionel-Groulx écrit Au cap Blomidon (1932), un roman nationaliste dans lequel il prône la reconquête de l'Acadie grâce à la revanche des berceaux et la migration des franco-américains. Il considère en effet que la perte de l'Acadie n'est pas définitive, que « les crimes historiques, on le sait, se paient ou s'expient ici-bas » et donc que les propriétaires terriens anglophones doivent reconnaître les péchés de leurs ancêtres et redonner les terres à leurs « propriétaires légitimes », les Acadiens.

### Littérature acadienne
L'Acadie produit peu de textes dans les décennies suivant la déportation, la tradition restant avant tout orale ; plusieurs textes commencent d'ailleurs par un vieillard racontant son histoire. Pourtant, le Grand Dérangement est peu présent dans les récits, qui s'attardent surtout sur l'enpremier, autrement dit l'Acadie historique, une situation que P.D. Clarke explique par la situation précaire des Acadiens, l'absence d'une élite lettrée, l'importance de la tradition orale et probablement un désir de refouler les souvenirs traumatisants.
Lors de la renaissance acadienne du XIXe siècle, des journalistes proclament que l'isolement des Acadiens est terminé et que leur situation actuelle est due avant tout à la déportation.
Le bicentenaire de la Déportation, en 1955, inspire le père Laurent Tremblay, dont les trois drames historiques – Évangéline, L'Exploit de Madeleine et Un matin tragique – montre des femmes faisant preuve d'un esprit d'initiative, de débrouillardise et de combativité, par opposition aux héroïnes soumises et obéissantes de la période précédente et annonçant les personnages d'Antonine Maillet. La même année, « Paul Desmarins » publie Josette, la petite Acadienne et Traqués sans merci.
Le thème nationaliste traditionnel de la Déportation est repris par Claude Le Bouthillier dans Feu du mauvais temps (1989) et Les Marées du Grand Dérangement (1994). L'œuvre de Le Bouthillier est comme la somme des romans antérieurs : les fiancés Angéline Clairefontaine Tristan rappellent Gabriel et Évangéline tandis que l'orpheline fait allusion à l'héroïne du roman Josette, la petite Acadienne. L'auteur désire faire ressortir « les actions héroïques, contrairement à l'image d'un peuple résigné [...] qui a été véhiculée ». Dix ans avant Le Code De Vinci, de Dan Brown, il émet la théorie selon laquelle Jésus eut des enfants avec Marie-Madeleine – des saint Graal en chair et en os –, qui auraient suivi Joseph d'Arimathie en Europe et dont certains descendants se seraient mêlés aux Acadiens, expliquant les persécutions des Anglais.

### Littérature jeunesse
Nous reviendrons en Acadie (2000), Herménégilde l’Acadien (2000) et Jacou d’Acadie (2001) sont des romans pour enfants cherchant à émouvoir les lecteurs par des personnages sympathiques pour leur faire découvrir ce que peut être une déportation. À part ceux-ci, la plupart des romans traitant de la déportation sont devenus des romans-fleuves, les romanciers devant, selon Robert Viau, raconter les histoires de plusieurs personnages en plus de l'Histoire pour pouvoir dresser un portrait de l'époque. René Verville, dans Le Saule de Grand-Pré, publié en 2001, décrit précisément les événements de Grand-Pré et les émotions ressenties par les personnages. 

### Littérature française
Le roman Martyr d'un peuple (1927), du Français Léon Ville, s'inspire de la mutinerie du Pembroke.
En 2002, dans Acadie, terre promise, le Français Alain Dubos dépeint la saga de la famille Lestang et de ses descendants. Dans le deuxième tome, Retour en Acadie, publié en 2003, l'auteur s'inspire de son passage dans les camps de réfugiés pour décrire la dispersions des Acadiens dans les Treize colonies. Finalement, La Plantation de Bois-Joli (2005) raconte l'émigration en Louisiane. Ancien vice-président de Médecins sans frontières, l'auteur décrit les souffrances de la guerre et dénonce les crimes contre l'humanité. Les horreurs de la Déportation y sont contrebalancés par la résilience des déportés et leur espoir.

## Théâtre

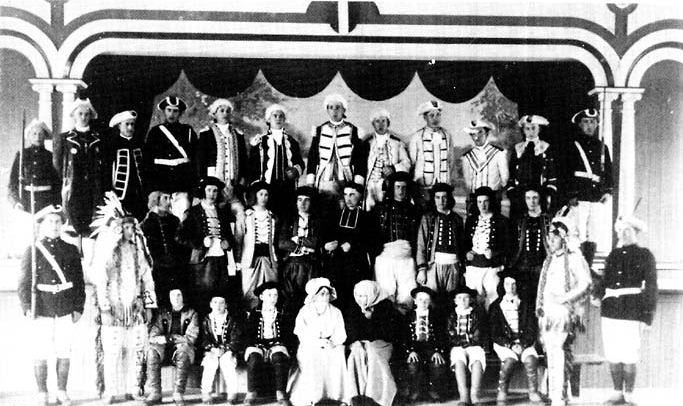
Distribution de la pièce Le Drame du peuple acadien de Jean-Baptiste Jégo (1930).

De nombreuses pièces de théâtre collégiales portent sur le Grand Dérangement et plus précisément la Déportation des Acadiens car les professeurs utilisent le théâtre pour former un sentiment national chez les étudiants. Traditionnellement, ces pièces mettent en scène le martyre d'innocents. La principale œuvre, et la seule qui fut publiée, est Le Drame du peuple acadien, de Jean-Baptiste Jégo, produite en 1930 au Collège Sainte-Anne.
Le bicentenaire de la Déportation des Acadiens, en 1955, est l'occasion de plusieurs célébrations mais aussi de la création de pièces de théâtre sur ce thème. Cet événement marque toutefois la fin d'une idéologie passéiste qui est en fait la façade d'un mouvent clérico-nationaliste. Autrement dit, les jeunes artistes se détournent du sujet de la Déportation des Acadiens, considérant comme néfaste le fait de se réfugier dans le passé alors que l'Acadie connait une période d'expérimentation et de libération. Ils dénoncent aussi l'idéologie de survie défendue lors des Conventions nationales acadiennes et remettent en cause les symboles nationaux, qu'ils considèrent comme synonymes d'un peuple inférieur, colonisé. Lors de la XIIIe Convention nationale acadienne, en 1960, Louis Lebel demande « le silence, sinon l'oubli » de ces événements.
Les auteurs des années 1960 et 1970 s'opposent à l'image de l'Acadie historique, préférant se concentrer sur l'« Acadie à faire ». Le succès international remporté par Antonine Maillet en 1979 avec son roman Pélagie-la-charrette ( prix Goncourt) contribue toutefois à populariser ce thème ; le roman raconte le retour des déportés en Acadie. Cochu et le soleil (1977), de Jules Boudreau, traite de la « deuxième déportation des Acadiens » de la vallée du fleuve Saint-Jean, à l'arrivée des Loyalistes en 1783. Avec le conte Le Tapis de Grand-Pré, Réjean Aucoin et Jean-Charles Tremblay ont réussi à tisser des liens entre les différentes localités acadiennes de la Nouvelle-Écosse, à informer les jeunes sur leurs origines et à éveiller leur fierté acadienne. Il est adapté au théâtre en 1989 par Ivan Vanhecke.

## Musique
Les groupes 1755 et Grand Dérangement sont nommés d'après les événements, tandis que les Beausoleil Broussard rendent hommage à l'un des principaux résistants acadiens, Joseph Brossard dit Beausoleil.
Zachary Richard chante Réveille au premier Congrès mondial acadien à Shédiac en 1994, une prestation considérée comme l'un des moments marquants de la chanson francophone en Amérique du Nord. Après un voyage en Acadie en 1995, il compose de nouveau en français ; cette collection de chansons devient Cap Enragé, l’album le plus achevé de sa carrière.

## Cinéma

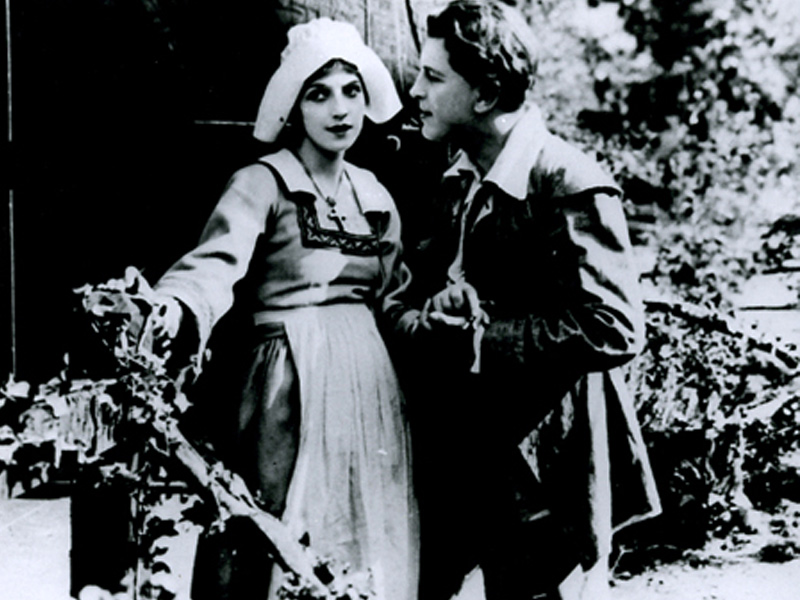
Scène du film Évangéline (1913).

En 1913, le premier film canadien, Evangeline (en), reprend le poème éponyme inspiré de la déportation des Acadiens.